# Eulasiona cinerea
Eulasiona cinerea är en tvåvingeart som först beskrevs av Charles Howard Curran 1934.  Eulasiona cinerea ingår i släktet Eulasiona och familjen parasitflugor. Inga underarter finns listade i Catalogue of Life.